# Danuta Kowalczyk-Pecka
Danuta Maria Kowalczyk-Pecka – polska zoolog, dr hab. nauk biologicznych, profesor uczelni i kierownik Katedry Zoologii i Ekologii Zwierząt Wydziału Biologii Środowiskowej Uniwersytetu Przyrodniczego w Lublinie.

## Życiorys
Jest absolwentką Uniwersytetu Marii Curie-Skłodowskiej w Lublinie, 19 kwietnia 2000 obroniła pracę doktorską Ocena konwencjonalnych i molekularnych metod typowania Salmonella Enteritidis w epidemiologii, 24 września 2018 habilitowała się na podstawie pracy zatytułowanej Kwasy tłuszczowe jako biomarkery heterogenicznej mikrosuplementacji ślimaków Helix pomatia Linnaeus 1758.
Awansowała na stanowisko adiunkta w Katedrze Zoologii, Ekologii Zwierząt i Łowiectwa na Wydziale Biologii, Nauk o Zwierzętach i Biogospodarki Uniwersytetu Przyrodniczego w Lublinie.
Została zatrudniona na stanowisku profesora uczelni i kierownika w Katedrze Zoologii i Ekologii Zwierząt na Wydziale Biologii Środowiskowej Uniwersytetu Przyrodniczego w Lublinie.